# Eodiaptomus lumholtzi
Eodiaptomus lumholtzi is een eenoogkreeftjessoort uit de familie van de Diaptomidae. De wetenschappelijke naam van de soort werd in 1889 voor het eerst geldig gepubliceerd door Georg Ossian Sars.